# 金志川豊見親
金志川 豊見親（かねしがわ（きんすかー） とぅゆみゃ）は、15世紀末から16世紀初めの宮古島の豪族である、金盛、那喜太知の兄弟間で継承された称号。二人とも城辺町友利に住んだ。金志川とは、同地にある井戸の名（カー、ガーとは宮古方言で井戸の意）。仲立氏は金志川豊見親ナキタツの子孫を称している。

## 概要
「仲宗根豊見親八重山入の時のあやご」に「金志川の豊見親金盛とよ／城なぎ弟なきたつとよ」と名前が載り、アカハチ征伐に兄弟で参加していた事が分かる。その後、鬼虎征伐にも参加。その帰途、金志川豊見親金盛は多良間島で死ぬ。「宮古島旧記」は病死とする。多良間島の伝説によれば、仲宗根豊見親が金志川豊見親の名声を忌み、これを粛清したとする。海上で一度失敗したため、多良間島に船を寄せ、土原豊見親に依頼して、彼の家で酒を飲ませて殺害したという。
跡を継いだナキタツも高名な首領となった。「宮古島旧記」によれば、目黒盛豊見親の再来との評判があった。1513年、中山へ行った帰りに大般若経六百巻を購入した事が「球陽（176号）」に載る。さて、仲宗根豊見親の死後、嫡男金盛が宮古之頭職を継いでいたが、彼は令名高いナキタツを危険視し、ついに嘉靖の初頃、野張岳上に宴席を設け、伏兵を配置した上で那喜太知をここに招き、殺害した。しかし中山は禁武政策をとっていたので、直ちに金盛問罪の使者を派遣した。金盛はこれを聞き自刃した。これ以後、豊見親号は廃れ、宮古頭職も廃止された。中山は仲宗根豊見親の末子玄屯を平良頭職に任じ、暫くして下地頭も設置して、これでもって島内の政治に当たらせた。

ただし、玄屯（童名馬之子）の平良頭職就任は、「忠導氏家譜正統」には「嘉靖元年」とあり（ちなみに始めて、ともある）、嘉靖の初頃にナキタツが殺されたという「宮古島旧記」の記述と、時系列が一致しづらい。この辺りの整合性は不明である。